# Шерабад
Шерабад (Ширабад, Шеробод) (узб. Sherobod / Шеробод) — город, административный центр Шерабадского района Сурхандарьинской области Узбекистана. Статус города Шерабад получил в 1973 году.

## История
Название города имеет персидское / таджикское происхождение, شیرآباد Šêrâbâd , что означает «Львиное логово» («шер/шир» — лев, и «абад/обод» — английский термин «обитель»).
Шерабад имеет историю, насчитывающую более двух тысяч лет. Он назывался Шахри Хибар и существовал во времена Александра Македонского.
По мнению известного советского историка и востоковеда В. В. Бартольда, свое нынешнее название Шерабад получил в начале XVIII века и был назван в честь Шер Али, правителя конгратского племени узбеков, построившего крепость на правом берегу Шерабаддарьи. По местной традиции, термин «Ш» означает «Шоработ» — главная станция, главный вокзал. В средние века по горному ущелью, по которому протекает Шерабаддарья, проходил важный торговый путь, соединявший Туркестан с Афганистаном и Индией.
В настоящее время в состав Шерабадского района входит один город Шерабад и 9 сельских сходов граждан (Бостон, Зарабог, Оккорган, Работак, Сарыкамыш, Сеплон, Талашкан, Чинобад, Янгитурмуш).

## География
Город расположен в 60 км к северу от Термеза, на правом берегу реки Шерабад (приток Амударьи). До ближайшей железнодорожной станции Наушахар (линия Каган — Термез) 42 километра. Город располагается недалеко от государственной границы, по соседству с Афганистаном и Туркменией.
Ближайшими городами к Шерабаду являются такие города, как: Сарых (19 км), Халкабад (24 км), Ангор (26 км), Бандихон (38 км), Джаркурган (39 км), Учкызыл (41 км), Термез (52 км), Кумкурган (53 км), Байсун (61 км), Шурчи (77 км), Карашина (83 км), Карлук (84 км), Магданлы (85 км, Туркмения), Денау (102 км), Балх (103 км, Афганистан), Мазари-Шариф (109 км, Афганистан).

## Население
На 2000 год в Шерабаде проживало — 24,2 тысячи человек. По данным переписи населения в 2004 году, в Шерабаде проживало 25 200 человек. На 2016 год население города составляет 29 100 человек. Шерабад занимает 80 место по численности населения в Узбекистане и 5 место в Сурхандарьинской области.
В городе проживает смешанное таджикско — узбекское население, причем первые составляют незначительное большинство.

## Промышленность
На территории города действуют хлопкоочистительный завод, завод керамических изделий и промышленный комбинат Также в Шерабаде производится хлопок, кирпич, молоко, мучные изделия. В Шерабаде открыты детские музыкальные школы, лицеи, профессиональные колледжи, стадионы, спортивные площадки. Украшением города является парк культуры и отдыха.

## Достопримечательности
В городе Шерабад расположен мазар(могила) мусульманского богослова IX века, выдающегося хадисоведа, исламского правоведа, составителя сборника хадисов «Сунан ат-Тирмизи» — Абу Исы Мухаммада ат-Тирмизи. Он также является автором книг, раскрывающим разные стороны мусульманского вероучения.